# الودی بوشه
آلودی بوشه (به فرانسوی: Élodie Bouchez) بازیگر فرانسوی است. او به خاطر بازی در نقش رنه رایان در فصل پنجم سریال آلیاس مشهور شده‌است. از دیگر نقش‌آفرینی‌هایش می‌توان بازی در فیلم‌های نیزار وحشی، بریس از نیس، سی‌کیو، متاسفم، متنفران و عشاق را نام برد.